# Fine Line (singolo Harry Styles)
Fine Line è un singolo del cantautore britannico Harry Styles, pubblicato il 19 novembre 2021 come settimo estratto dal secondo album in studio omonimo.

## Classifiche
| Classifica (2019) | Posizione massima |
| ----------------- | ----------------- |
| Australia         | 95                |
| Lituania          | 72                |
| Stati Uniti       | 111               |